# Yōichi Ui

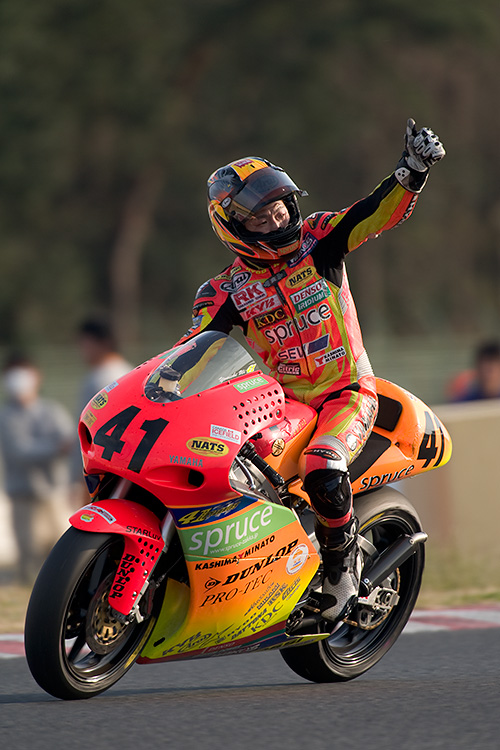
Ui 2009 auf Yamaha

Yōichi Ui (japanisch 宇井 陽一, Ui Yōichi; * 27. November 1972 in Tako, Präfektur Chiba) ist ein japanischer Motorradrennfahrer.
In seiner Karriere wurde er zweimal Vizeweltmeister in der 125-cm³-Klasse der Motorrad-Weltmeisterschaft.

## Karriere
Yōichi Ui gewann 1995 auf Yamaha die japanische 125-cm³-Meisterschaft, im selben Jahr debütierte er beim Großen Preis von Japan in Suzuka in der 125er-Weltmeisterschaft. Ab der folgenden Saison startete er im Team Yamaha Kurz permanent in der 125-cm³-WM und erreichte mit 36 Punkten den 18. WM-Rang. 1997 steigerte der Japaner sich auf den zwölften Gesamtrang, 1998 erreichte er Rang elf in der Weltmeisterschaft.
Zur Saison 1999 wechselte Yōichi Ui zum italienischen Hersteller Derbi, wo er an der Seite von Pablo Nieto Werkspilot war und im ersten Jahr wiederum WM-Elfter wurde. In der Saison 2000 gelang Ui bei seinem Heim-Grand-Prix der erste Grand-Prix-Sieg, dem im Saisonverlauf noch vier weitere folgten. In der Gesamtwertung musste er sich damit mit 13 Zählern Rückstand nur dem italienischen Aprilia-Piloten Roberto Locatelli geschlagen geben. Im folgenden Jahr gelangen Ui sogar sechs Siege. Nach einem spannenden Saisonendspurt, in dem der Japaner den WM-Führenden Manuel Poggiali aus San Marino fast noch einholte, sprang in der Gesamtwertung aber erneut nur der zweite Platz heraus. Ui stellte damit den von Kenny Roberts sr. 1983 aufgestellten Rekord für die meisten Saisonsiege ohne WM-Titelgewinn ein. 2002 schaffte es Yōichi Ui nicht mehr, an die Resultate der vorangegangenen beiden Jahre anzuknüpfen. Mit Platz zwei beim Grand Prix von Italien in Mugello erreichte er lediglich eine Podiumsplatzierung und schloss die Saison als Dreizehnter ab.
2003 ging Yōichi Ui für Sterilgarda Racing sowie das Freesoul Racing Team auf Gilera beziehungsweise Aprilia an den Start und erreichte wieder den 13. WM-Rang. 2004 bestritt er nur noch die erste Saisonhälfte in der 125-cm³-Klasse und wurde 22. der Gesamtwertung. In der zweiten Hälfte der Saison startete er viermal für Harris-WCM in der MotoGP-Klasse und konnte beim Japan-Grand-Prix seinen einzigen Punkt für das englische Team einfahren. Ab 2005 konzentrierte sich Ui wieder auf die japanische Meisterschaft. 2006 und 2007 ging der Japaner bei seinem Heimrennen auf Yamaha in der 250-cm³-Klasse an den Start, konnte dabei aber keine nennenswerten Resultate erzielen. Im Jahr 2007 gewann er mit Yamaha in der 250er-Klasse seinen zweiten japanischen Meistertitel, 2009 folgte in derselben Klasse der dritte Titel.
In den 133 Motorrad-Grands-Prix, die Yōichi Ui in seiner Karriere bestritt, gelangen ihm elf Siege, 22 Podiumsplätze, 17 Pole-Positionen, sowie neun Schnellste Rennrunden.

## Erfolge
- 1995 – japanischer 125-cm³-Meister auf Yamaha
- 2000 – 125-cm³-Vizeweltmeister auf Derbi
- 2001 – 125-cm³-Vizeweltmeister auf Derbi
- 2007 – Japanischer 250-cm³-Meister auf Yamaha
- 2009 – Japanischer 250-cm³-Meister auf Yamaha
- 11 Grand-Prix-Siege